# Aaron Betsky
Aaron Betsky (Missoula, Montana, 1958) es un arquitecto y crítico de arte estadounidense.

## Biografía
Graduado por la Universidad de Yale en Historia, Artes y Letras (1979) y en Arquitectura (1983) y vinculado a la Universidad de Cincinnati entre 1983 y 1985, trabajó para Frank Gehry y Hodgetts & Fung. Entre 1995-2001 Betsky trabajó para el San Francisco Museum of Modern Art. Desde agosto de 2006 es director del Cincinnati Art Museum. Entre 2001 y 2006 fue director del Netherlands Architecture Institute de Róterdam (Holanda).

## Trayectoria
Betsky ha escrito numerosos estudios sobre la arquitectura del siglo XX, entre otros sobre: I.M. Pei, UN Studio, Koning Eisenberg, Zaha Hadid o MVRDV. Fue Comisario de la XI Bienal de Arquitectura de Venecia, en 2008.

## Publicaciones
- A. Betsky, A. Euwens (2004) False Flat: Why Dutch design is so good, Phaidon Press Inc.
- W. Maas, A. Betsky, S. Kwinter, B. Lootsma, A. Ruby (2003) Reading MVRDV, Nai Publishers
- A. Betsky, K. M. Hays, G. M. Anderson (2003) Scanning: The Aberrant Architectures of Diller + Scofidio, Whitney Museum of American Art
- A. Betsky (2002) Landscrapers: building with the land, Thames and Hudson
- B. van Berkel, A. Betsky, C. Bos, M. Wigley (2002) UN Studio: UNFOLD, Nai Publishers
- A. Betsky, E. Adigard (2000) Architecture Must Burn: a manifesto for an architecture beyond building, Thames and Hudson
- R. Moore, J. Herzog, A. Betsky, P. Davies (1999) Vertigo: The Strange New World of the Contemporary City, Gingko Press
- A. Betsky, O. R. Ojeda (1999) Miller Hull Partnership, Rockport Publishers
- T. González de León, A. Betsky, A. Leon (1998) Kalach & Alvarez, Rockport Publishers
- A. Betsky, A. Suzuki, D. Jackson, P. Zellner (1998) Pacific Edge: Contemporary Architecture on the Pacific Rim, Rizzoli
- T. Riley, A. Betsky, X. Costa, M. Robbins (1998) Fabrications, Actar
- A. Betsky (1998) Zaha Hadid: Das Gesamtwerk, DVA
- Z. M. Hadid, A. Betsky (1998) Zaha Hadid: The Complete Buildings and Projects, Rizzoli
- A. Betsky (1997) Queer space: architecture and same-sex desire, William Morrow
- A. Jarmusch, A. Betsky, R. W. Quigley, M. S. Larson, M. Benedikt, M. Les Benedict (1996) Rob Wellington Quigley: Buildings and Projects, Rizzoli
- A. Betsky (1995) Building sex: men, women, architecture, and the construction of sexuality, William Morrow
- A. Betsky (1992) Architecture & medicine: I.M. Pei designs the Kirklin Clinic, University Press of America
- A. Betsky, J. Chase, L. Whiteson (1991) Experimental Architecture in Los Angeles, Rizzoli
- A. Betsky (1990) Violated perfection: architecture and the fragmentation of the modern, Rizzoli